# Volo rovescio
Volo rovescio è un singolo del cantante italiano Leo Gassmann, pubblicato il 21 aprile 2023 come quarto estratto dal secondo album in studio La strada per Agartha.

## Video musicale
Il video, diretto da Davide De Meo, è stato reso disponibile in concomitanza del lancio del singolo attraverso il canale YouTube del cantante.